# Felix van de Loo
Felix Aegidius Hubertus van de Loo (Lobith, 16 november 1886 - Wassenaar, 14 mei 1959) was een Nederlandse priester.
In 1912 werd hij benoemd tot kapelaan in de Sint-Walburgiskerk in Arnhem. Hij werd hoogleraar in de moraaltheologie op 26 oktober 1917 aan de Groot-seminarie Rijsenburg in Driebergen. Hij was daar de leermeester van de latere kardinaal en aartsbisschop Bernardus Alfrink (1900-1987). Tijdens de Tweede Wereldoorlog was Felix van de Loo een van de voornaamste adviseurs van aartsbisschop en later kardinaal Johannes de Jong. Hij vond dat de paus openlijk moest protesteren tegen de Duitse bezetting en de jodenvervolging. Op 5 augustus 1943 werd hij benoemd tot geheim kamerheer van Paus Pius XII en kreeg hierdoor de titel monseigneur. Dezelfde paus benoemde aartsbisschop Johannes de Jong  in 1946 tot kardinaal.
Felix van de Loo was de volle neef van oud-SS'er Willem van de Loo. Hij zou na de oorlog hebben geprobeerd hem te redden van het vuurpeloton. Dit was aanleiding voor kardinaal Wim Eijk van het aartsbisdom Utrecht om de aanvraag voor een postume Yad Vashem-onderscheiding voor kardinaal Johannes de Jong, van wie Felix van de Loo een naaste medewerker was, in te trekken, hoewel niet duidelijk was of Johannes de Jong van de actie van zijn medewerker Felix van de Loo op de hoogte was.
Uit onderzoek van Joep van Gennip van de universiteit van Tilburg uit juni 2020 is echter gebleken dat een verzoek van een gevangenisaalmoezenier aan kardinaal De Jong om een gratieverzoek voor een aantal ter dood veroordeelden onder wie Willem van de Loo te ondersteunen door de kardinaal in overleg met Felix van de Loo is afgewezen. De uitspraak waarbij Willem van de Loo ter dood werd veroordeeld is, later overigens door de Bijzondere Raad van Cassatie vernietigd.  